# Wilhelm von Hisinger

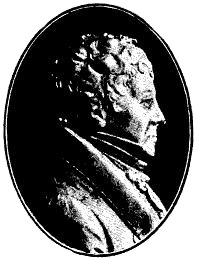
Wilhelm von Hisinger

Wilhelm Hisinger (* 22. Dezember 1766 in Västmanland; † 28. Juni 1852 in Skinnskatteberg) war ein schwedischer Chemiker, Geologe und Mineraloge. Er ist mit Samuel Gustaf Hermelin ein Pionier der geologischen Kartierung von Schweden.

## Leben und Werk
Hisinger stammte aus einer wohlhabenden Familie, die in Schweden Bergwerke besaß. Sein Vater war Vilhelm Hising (1731–1780) und seine Mutter Barbara Katarina Fabrin. Nach dem Tode seiner Eltern im Jahre 1780 nahm ihn sein Onkel Johan Hisinger (1727–1790) auf. Er erhielt seine wissenschaftliche Ausbildung vor allem im Privatlabor in seiner familiären Umgebung.
Hisinger studierte aber auch an der Universität Uppsala, Uppsala universitet und schrieb sich 1786 in das Bergskollegium ein, verließ diese aber bald wieder, zog zu seinem Stammsitz in Skinnskatteberg und lebte in Bagga Västmanland, wo eine umfangreiche Eisenindustrie bestand.
Dort war er weiterhin tätig und arbeitete mit Jöns Jakob Berzelius zusammen. Gemeinsam mit Berzelius entdeckte er die Oxide von Cer (1803) und Lithium.

## Ehrungen
Ein Eisen(III)-Phyllosilikat, das Mineral Hisingerit mit der Formel Fe3+2Si2O5(OH)4·2H2O wurde ihm zu Ehren benannt.

## Werke (Auswahl)
- Samling till en minerographie öfver Sverige (I, 1790)
- Samling till en mineralogisk geographie öfver Sverige. Nordström Stockholm 1808. (Digitalisat)
- Afhandlingar i physik, chemie och mineralogie (sex band, utgiven tillsammans med Berzelius m.fl., 1806–18)
- Anteckningar i physik och geognosie under resor i Sverige och Norge. Palmblad, Upsala 1819–39. (Digitalisat Band 1)
- Esquisse d’un tableau des pétrifications de la Suède (1829; ny upplaga 1831)
- Geognostisk karta öfver medlersta och södra delarne af Sverige (1832)
- Handbok för mineraloger under resor i Sverige (1843)
- Icones petrificatorum Sueciæ, I (1835)
- Lethæa suecica seu petrificata Sueciæ iconibus et characteribus illustrata (med två supplement, 1837–41).